# 윤동섬

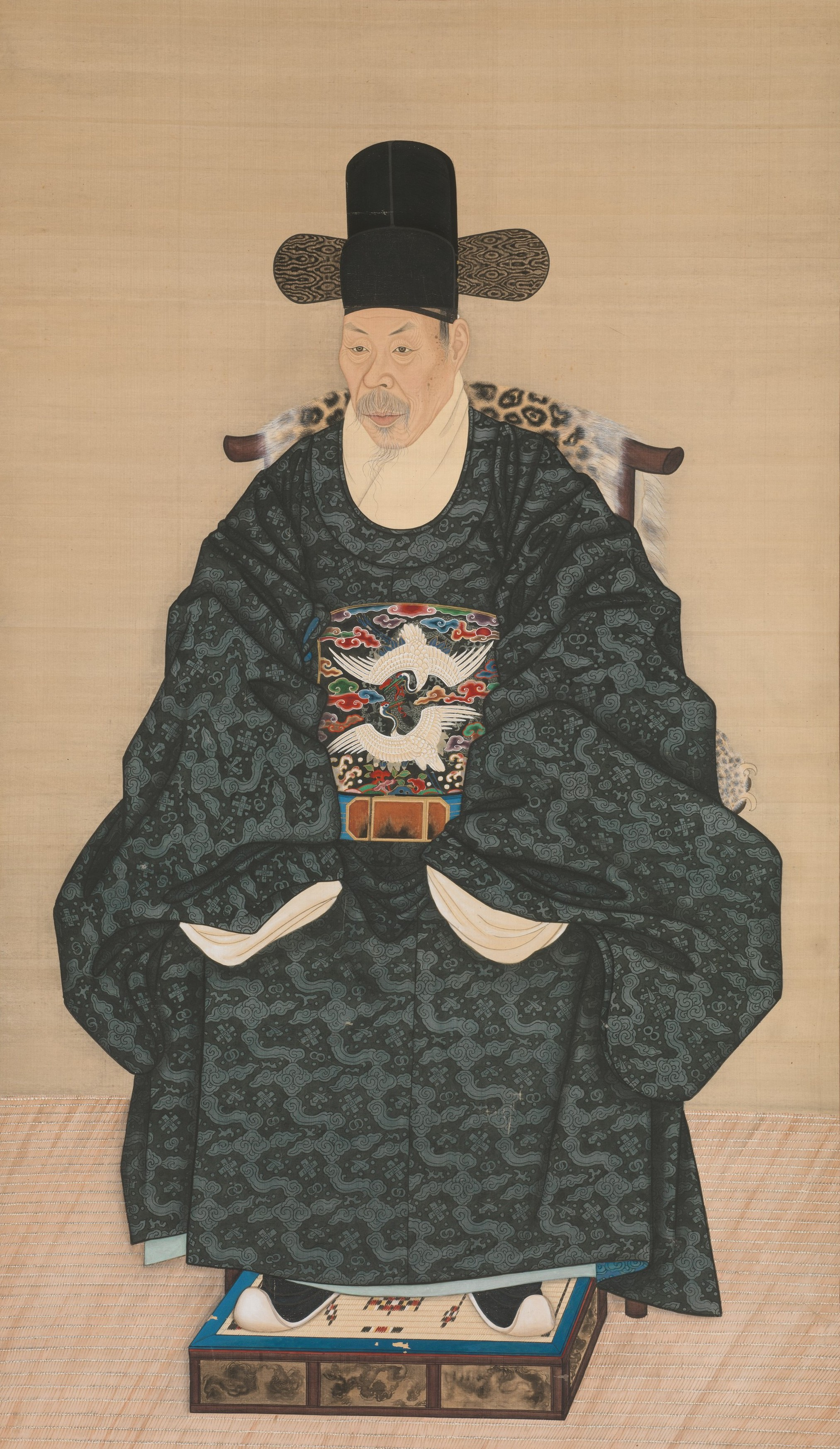
윤동섬의 초상. 메트로폴리탄 미술관 소장

윤동섬(尹東暹, 1710년 ~ 1795년)은 조선의 문신이다. 본관은 파평이다.

## 생애
1735년(영조 11) 진사시와 생원시에 합격하고, 1754년(영조 30)에 증광문과에 갑과로 급제하였다. 관직은 대사간, 승지를 번갈아 지냈고 도승지, 충청도관찰사, 호서도관찰사를 거쳐 도승지, 대사헌, 병조참판, 예조참판, 이조참판을 거쳐 대사헌, 이조판서, 도승지로 있으며 동지경연사를 겸하다가 공조판서, 병조판서와 평안도관찰사를 거쳐 정조 때 의정부우참찬, 의정부좌참찬, 형조판서, 사헌부대사헌, 공조판서, 판의금부사, 판돈녕부사, 지중추부사를 지내고 서사관 등도 겸했다.